# 曼維·布列達·洛迪古斯
曼維·布列達·洛迪古斯（西班牙語：Manuel Bleda Rodríguez，1990年7月31日—），生於西班牙華倫西亞自治區薩貢托，香港西班牙裔足球運動員，司職前鋒，因準繩把握能力被球迷稱為「洛神」，現時效力香港超級聯賽球會東方。

## 球會生涯
洛迪古斯生於西班牙華倫西亞自治區的薩貢托，自四歲起便開始接觸足球，而他初時擔任守門員，直到後來教練發現其射門能力，便在七歲時就轉型前鋒，效力利雲特B隊後便輾轉遊走白俄羅斯與塔吉克及羅馬尼亞等歐亞聯賽，到2014年8月加盟塔吉克足球聯賽球會伊提洛爾，並協助球會晉身亞協盃決賽，而他於2016年3月轉會該場亞協盃決賽正選上陣，但最終球會以0–1不敵馬來西亞球會柔佛DT無緣亞協盃冠軍。
2016年3月，他轉會到羅馬尼亞聯賽球會席洛爾，惟他曾有段時間因傷返回祖國西班牙治療，但當他傷癒重返球隊報到後，與其他幾名西班牙隊友也收不到球會的工資，並受到球會老闆每日不斷威脅及辱罵，直到在星期三收到經理人從香港東方龍獅傳來的聘約，於星期日就已經啟程飛往香港。
2016年8月23日，洛迪古斯來港加盟港超聯球會東方龍獅並簽約一年，代替因贊助商變動解約的前西甲球員阿路巴連拿，而他在9月16日對傑志的賽馬會社區盃首度代表東方登場，即於63分鐘單刀取得加盟後的首個入球，最終協助球會以3–1勝出捧起當季首個錦標。隨後他在11月2日對標準灝天的聯賽，首度在港取得四個入球大四喜，協助東方大勝對手。
2017年1月23日，羅德里格斯首度入選出戰亞冠盃分組賽的外援名單，並在3月1日主場迎戰日職球會川崎前鋒的亞冠盃分組賽，於13分鐘於禁區博得對方球員奈良龍樹犯規，使後者被即時罰紅牌離場，而12碼由羅德里格斯親自操刀射入，取得香港球會歷史上在亞冠盃的首個入球，最終東方以1–1賽和對方，亦是香港球會首次在亞冠盃改制後取得分數，創下香港足球新歷史。結果首次參賽的東方龍獅僅以1和5負完成亞冠盃分組賽賽事，而羅德里格斯首季便在港超聯聯賽取得16球和7個助攻，兩項數據都名列港超列強球員中的第二位，穩定表現使他於季尾首次入選最佳十一人。
惟他於2017/18球季初因恥骨傷處發炎缺陣，連帶球隊表現也陷入低潮，直至在2017年9月30日作客香港飛馬的聯賽復出，結果球隊再度落敗。不過羅德里格斯於10年月22日傷癒復出後第二場即梅開二度，協助東方於高級組銀牌八強擊敗香港飛馬終止開季五連敗，更讓他當選港超聯10月最有價值球員。2018年1月9日，他繼續入選東方出戰亞冠盃次圈外圍賽及附加賽的四名註冊外援名單。
2019年7月3日，傑志宣布洛迪古斯的加盟。
2021年3月12日，洛迪古斯与理文签约，并穿上9号球衣。
2024年2月16日，洛迪古斯獲批香港護照，可以本地球員身份上陣。
2025年3月20日，洛迪古斯第三度加盟東方。3月22日，在他重返球隊的首場比賽中，他在菁英盃的比賽中錄得一次助攻，以1-1的比分戰平了傑志，這賽果將東方推進了準決賽。

## 國際賽生涯
2025年6月5日，洛迪古斯在与尼泊尔进行的国际友谊赛中，第五十五分钟替换米高出场，完成港队首秀。

## 家庭生活
羅德里格斯的護脛印有兩個兄弟樣子和用西班牙國旗作為背景，其父親胡安·羅德里格斯年輕時曾經是職業拳手，自從離開西班牙出國落班後羅德里格斯每年與父母及家人相聚時間不多，而其父母更於2017年10月22日橫跨半個地球首次離開歐洲旅行來港入場觀看兒子比賽。
來自華倫西亞的羅德里格斯卻不愛家鄉球會華倫西亞，而前球會利雲特亦只是他的第二最愛，反而他最心儀的是皇家馬德里而偶像是同鄉魯爾。

## 榮譽
伊提洛爾
- 亞協盃亞軍（2015年）
- 塔吉克聯賽冠軍（2014、2015年）
- 塔吉克盃冠軍（2014、2015年）
- 塔吉克超级盃冠軍（英语：2015 Tajik Super Cup）（2015年）

東方龍獅
- 香港社區盃冠軍（2016年）
- 香港社區盃亞軍（2017年）
- 香港超級聯賽亞軍（2016–17季度）
- 香港季後附加賽冠軍（2016–17季度）
- 香港高級組銀牌亞軍（2016–17、2017–18季度）
- 香港足總盃冠軍（2023–24季度）

傑志
- 香港超級聯賽冠軍（2019–20季度）
- 香港菁英盃冠軍（2019–20季度）

### 個人
- 香港足球明星選舉 明星十一人（2016–17季度）
- 香港超級聯賽 10月最有價值球員（2017–18季度）

## 外部連結
- 曼維·布列達·洛迪古斯的Instagram帳戶
- 香港足球總會球員註冊資料 （页面存档备份，存于）
- Manuel Bleda - Transfermarkt （页面存档备份，存于）